# Punktace

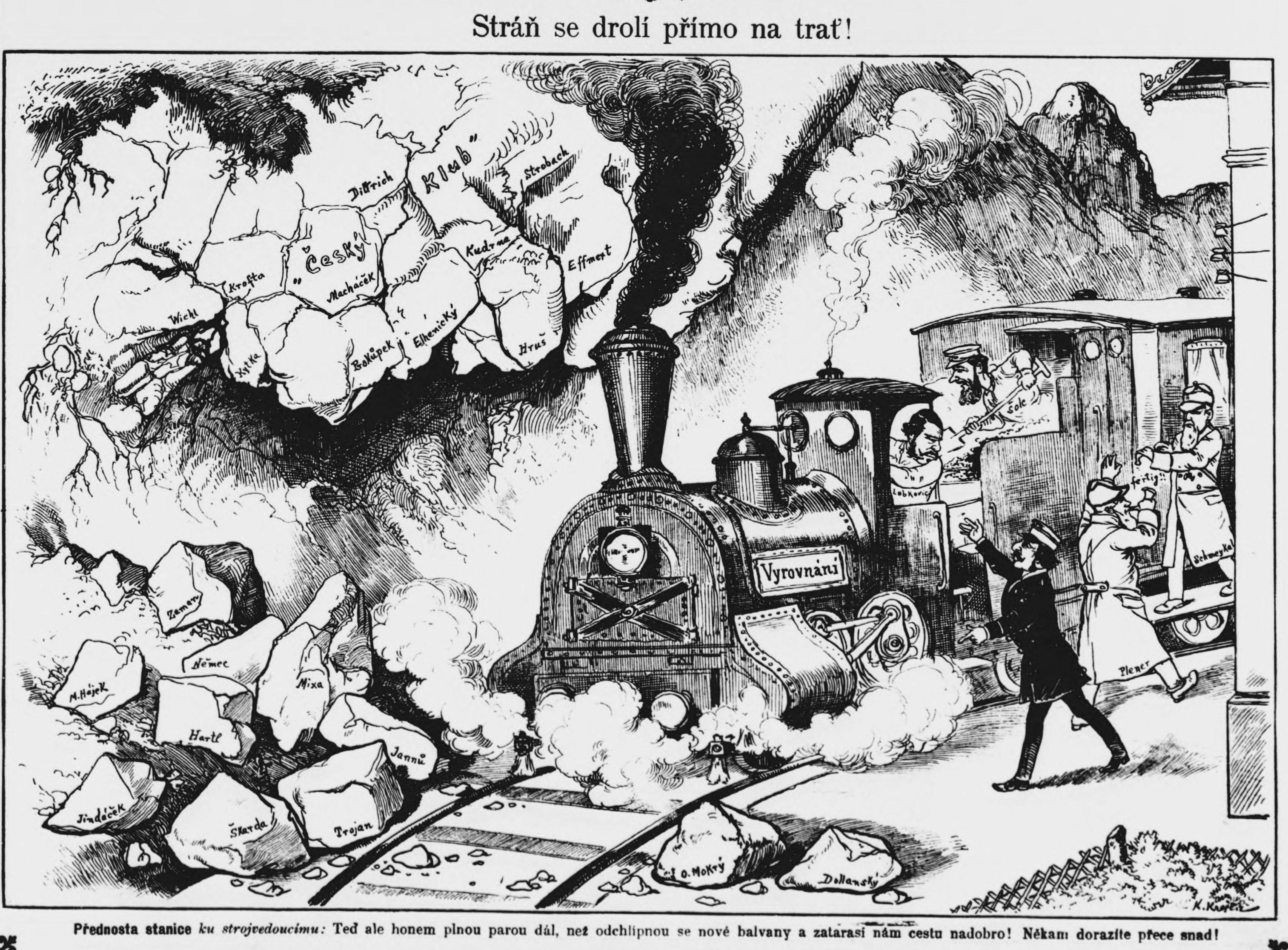
Karikatura Karla Krejčíka z listopadu 1890, komentující hrozící neúspěch dohod

Punktace bylo označení pro plán o 11 bodech (německy Punkte) z roku 1890 snažící se o česko-německé vyrovnání. Dohodla se na nich vídeňská vláda, konzervativní i „ústavověrná“ šlechta, němečtí liberálové a staročeši. Čeští vyjednavači je označovali za rozumný kompromis, zatímco Němci je slavili jako vytyčení hranic dalšího českého vývoje a tedy i své vítězství. Mladočeši, kteří k jednání o plánu nebyli přizváni, prohlásili punktace za nepřijatelnou snahu o rozdělení českých zemí na dvojjazyčnou oblast a čistě německou oblast. Rozladění českojazyčného prostředí vedlo k drtivé prohře staročechů ve volbách roku 1891 a k jejich odchodu z politické scény. Z celého punktačního ujednání byly uplatněny jen některé body, základní smysl však realizován nebyl.
Body punktace:
1. Složení a zařízení zemské školní rady
2. Školy menšin
3. Základní pravidla o novém upravení zemědělské rady pro království České
4. Zřízení obchodní a živnostenské komory ve východních Čechách
5. Revise volebního řádu obchodních komor
6. Vymezení soudních okresů
7. Zařízení při vrchním zemském soudě v Praze
8. Obsazování při soudech první stolice
9. Revise nařízení o užívání jazyků
10. Zákon o užívání jazyků zemských při samosprávných úřadech
11. Oprava volebního řádu pro sněm a zřízení národních kurií